# Porto Masuccio Salernitano

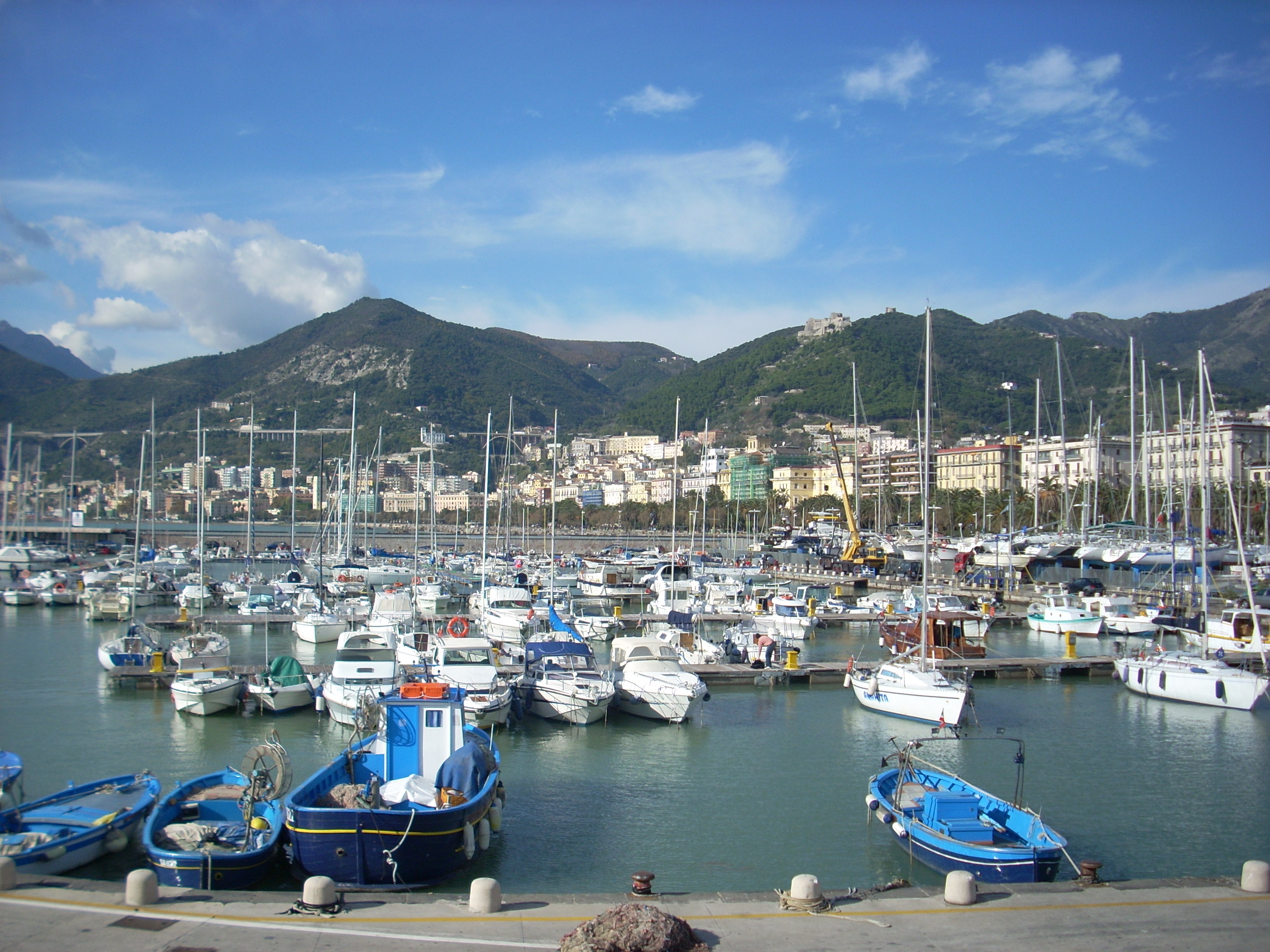
Il Porto Masuccio Salernitano visto da sud, vicino alla foce del fiume Irno

Il Porto Masuccio Salernitano è un porticciolo turistico situato all'estremità meridionale del Lungomare Trieste di Salerno. Prende il nome in omaggio allo scrittore e novellista rinascimentale del XV secolo Tommaso Guardati, detto Masuccio Salernitano.

## Storia
Il porto fu ideato negli anni cinquanta del secolo XX e venne completato nel 1974. Questo porto turistico viene comunemente soprannominato dai salernitani come “o' penniello”, perché fornisce una splendida passeggiata ed una vista panoramica della città grazie alla sua forma a "pennello".
La costruzione del porto risale agli anni '60 ed è formato da un sopraflutto a gomito di circa 500m e da un ampio piazzale banchinato.
Ha una capienza per oltre 500 posti barca di medie e piccole dimensioni. Inoltre funge da porto di partenza per i collegamenti via mare tra Salerno e Capri colla la Costiera Amalfitana (e secondariamente anche con quella Cilentana).
Infine il Porto Masuccio è sede del "Club Velico Salernitano" (associazione sportiva per vela, con oltre 300 soci) e della "Lega Navale Italiana"  (associazione sportiva per canoa, con circa 500 soci).
Nel 2024 è stato progettato un ampliamento del Porto Masuccio per altri 400 posti barca, sul lato vicino alla foce dell'Irno. In questo modo a Salerno si avrebbero tre porti: il maggiore sarebbe il Porto di Salerno ad uso commerciale e crocieristico, il secondo sarebbe il Marina d'Arechi per yachts ed imbarcazioni maggiori, mentre il terzo sarebbe il Porto Masuccio per piccole-medie barche e con funzioni turistiche per collegamenti colle due costiere.

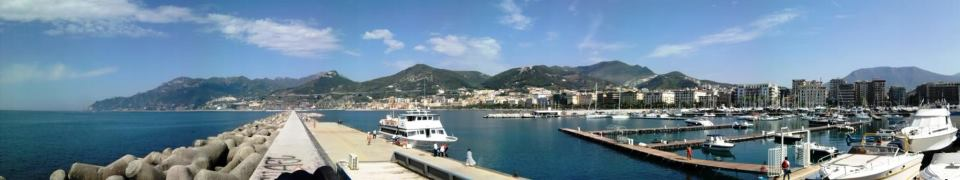
Il porto con vista sulla nave per Capri ed Amalfi (ormeggiata a sinistra)